# 安娜瑪麗亞·沃特魯梅
安娜瑪麗亞·沃特魯梅（羅馬尼亞語：Anamaria Vartolomei，1999年4月9日—）是一位法裔罗马尼亚女演员。她在电影《她媽媽的公主》（2011）中开始了她的童星生涯。 她凭借在《正发生》（2021）中的表演获得了卢米埃奖最佳女演员奖和凯撒奖最有潜力女演员奖。 她出现在法國電影聯盟和《國際銀幕》的法国新秀名单上。  